# Мазо Ђовани (Тренто)
Мазо Ђовани је насеље у Италији у округу Тренто, региону Трентино-Јужни Тирол.
Према процени из 2011. у насељу је живело 3 становника. Насеље се налази на надморској висини од 1078 м.